# Сюжетный балет

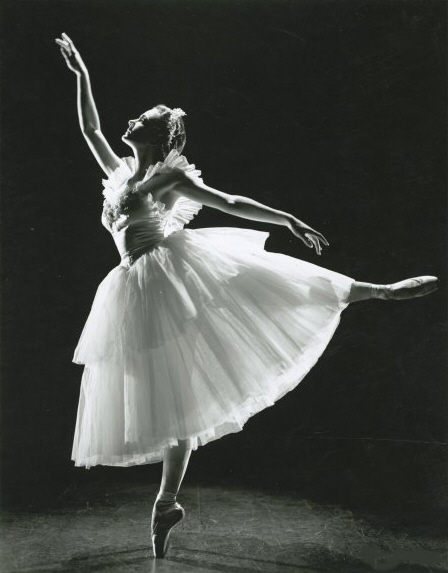
Джоселин Воллмар в роли Мирты в балете Жизель

Сюжетный балет (нарративный, повествовательный балет) это форма балета, которая имеет сюжет и персонажей. Его появление относится к 18 веку. Обычно это постановка с декорациями и костюмами. Большинство романтических и классических балетов 19-го века были сюжетными. Среди самых известных – Жизель, Щелкунчик, Лебединое озеро. Для этих с. балетов балетмейстеры как правило создают их собственную хореографию, при этом сохраняя сюжет и музыку 19-го века. Кеннет Макмиллан и Фредерик Эштон были неоклассическими балетными хореографами, которые создали оригинальные сюжетные балеты в 20 веке (см. Манон).